# Myristica warburgii
Espèce
Statut de conservation UICN

 LC  : Préoccupation mineure
Myristica warburgii est une espèce de plantes du genre Myristica de la famille des Myristicaceae.

## Liste des sous-espèces
Selon Catalogue of Life (18 septembre 2020) :
- sous-espèce Myristica warburgii subsp. hybrida
- sous-espèce Myristica warburgii subsp. siphonantha
- sous-espèce Myristica warburgii subsp. warburgii